# Beschleunigte Alterung
Beschleunigte Alterung wird angewandt, um Aussagen zur Auslegung, zur Haltbarkeit und zur Qualifizierung von Materialien bzw. von (vorzugsweise elektrotechnischen) Geräten, welche aus alternden Materialien aufgebaut sind, zu erhalten.
Hierzu werden Tests (Funktionstests, Eigenschaftstests …) am jeweiligen (elektrotechnischen) Gerät durchgeführt, nachdem diese am Ende ihrer Lebensdauer bzw. Einsatzdauer angelangt ist. Mit Hilfe der entsprechenden Testergebnisse kann man dann Lebensdauern bzw. Einsatzdauern für das jeweilige Gerät angeben (siehe auch Highly Accelerated Life Test, hoch beschleunigter Lebenszyklustest oder Schnellalterungstest).
Da die Einsatzdauer mitunter viele Jahre beträgt, kann man nicht so lange warten und muss die Auswirkungen der Alterung während der gesamten Lebensdauer gerafft oder beschleunigt aufbringen. Hierzu werden je nach Alterungstyp oder Alterungseinfluss verschiedene Gleichungen verwendet.

## Beschleunigte thermische Alterung
Die beschleunigte thermische Alterung wird meist nach der sehr verbreiteten, relativ einfachen aber trotzdem meist verhältnismäßig realitätsnahen Arrhenius-Gleichung berechnet:
{\displaystyle t_{E}=t_{Q}\cdot e^{{\frac {E_{A}}{R}}\cdot \left({\frac {1}{T_{E}}}-{\frac {1}{T_{Q}}}\right)}}
mit:
{\displaystyle E_{A}} = Aktivierungsenergie (der Alterungsreaktion); ist (in erster Linie) eine Materialkonstante bzw. eine Konstante für die Paarung der miteinander reagierenden Stoffe
{\displaystyle R} = Gaskonstante
{\displaystyle t_{E}} = qualifizierte Lebensdauer bei absoluter Einsatztemperatur {\displaystyle T_{E}}
{\displaystyle t_{Q}} = Prüf- bzw. Qualifizierungsdauer bei absoluter Prüf- bzw. Qualifizierungstemperatur {\displaystyle T_{Q}}
Soll die beschleunigte thermische Alterung für ein (elektrotechnisches) Gerät berechnet werden, welches mehrere verschiedene Polymere enthält, so ist vorher das thermisch führende Material zu bestimmen. Dieses altert (im vorgegebenen Temperaturfenster {\displaystyle T_{E}} bis {\displaystyle T_{Q}}) thermisch am schnellsten und dominiert somit das Alterungsverhalten des gesamten Gerätes.
Im Fall der zyklischen Alterung von Lithium-Ionen-Akkumulatoren ist unterhalb einer Grenztemperatur auch eine beschleunigte Alterung mit Verringerung der Temperatur typisch. Dies führt zu einem "scheinbar negativen {\displaystyle E_{a}}-Wert" und ist typisch für eine Änderung im Alterungsmechanismus.

## Beschleunigte radiologische Alterung
Die beschleunigte radiologische Alterung (üblicherweise mit Gammastrahlung) wird – sofern man den sogenannten Dosisleistungseffekt berücksichtigen möchte – meist nach der Wilski-Gleichung berechnet:
{\displaystyle t_{E}=t_{Q}\cdot \left({\frac {DL_{E}}{DL_{Q}}}\right)^{\psi -1}}
mit:
{\displaystyle \psi } = Dosisleistungseffektexponent (der Alterungsreaktion); ist (in erster Linie) eine Materialkonstante bzw. eine Konstante für die Paarung der miteinander reagierenden Stoffe
{\displaystyle t_{E}} = qualifizierte Lebensdauer bei Einsatzdosisleistung {\displaystyle DL_{E}}
{\displaystyle t_{Q}} = Prüf- bzw. Qualifizierungsdauer bei Prüf- bzw. Qualifizierungsdosisleistung {\displaystyle DL_{Q}}
Soll die beschleunigte radiologische Alterung für ein (elektrotechnisches) Gerät berechnet werden, welches mehrere verschiedene Polymere enthält, so ist vorher das radiologisch führende Material zu bestimmen. Dieses altert (im vorgegebenen Dosisleistungsfenster {\displaystyle DL_{E}} bis {\displaystyle DL_{Q}}) radiologisch am schnellsten und dominiert somit das Alterungsverhalten des gesamten Gerätes.